# Colorado (fiume Colorado)

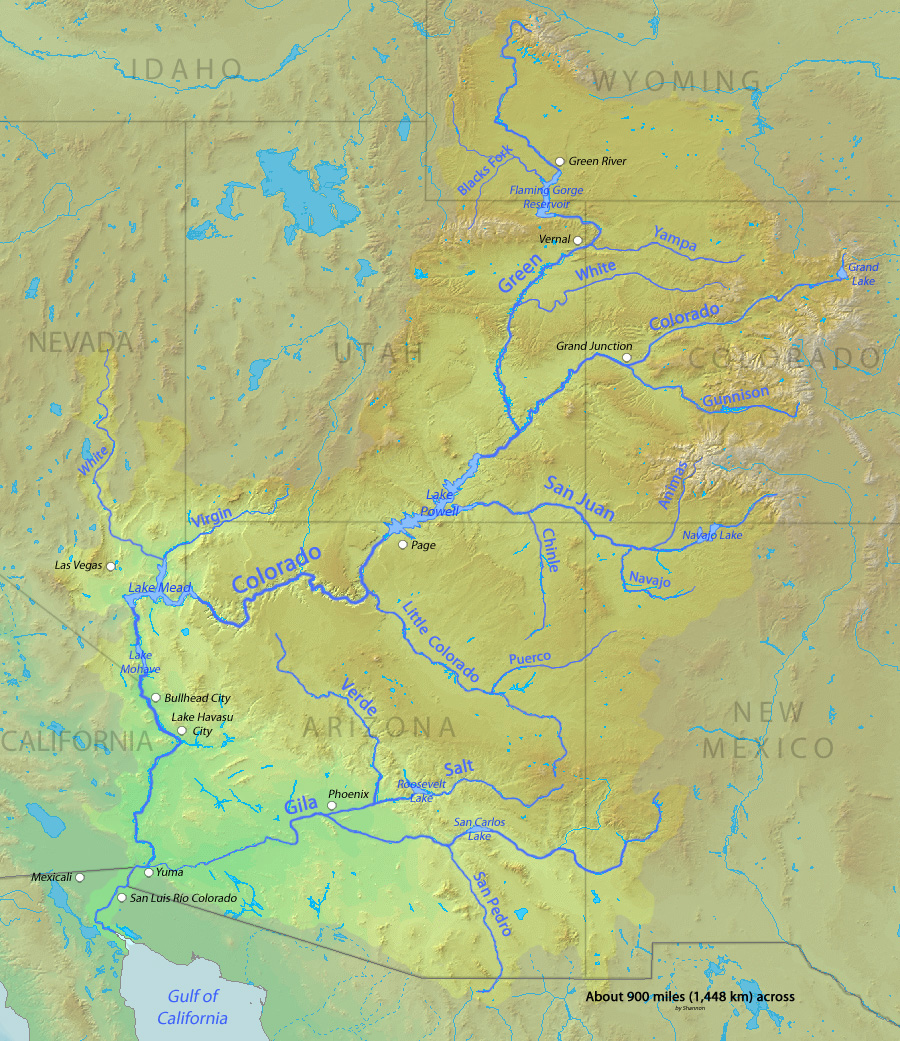
Colorado e i suoi principali affluenti

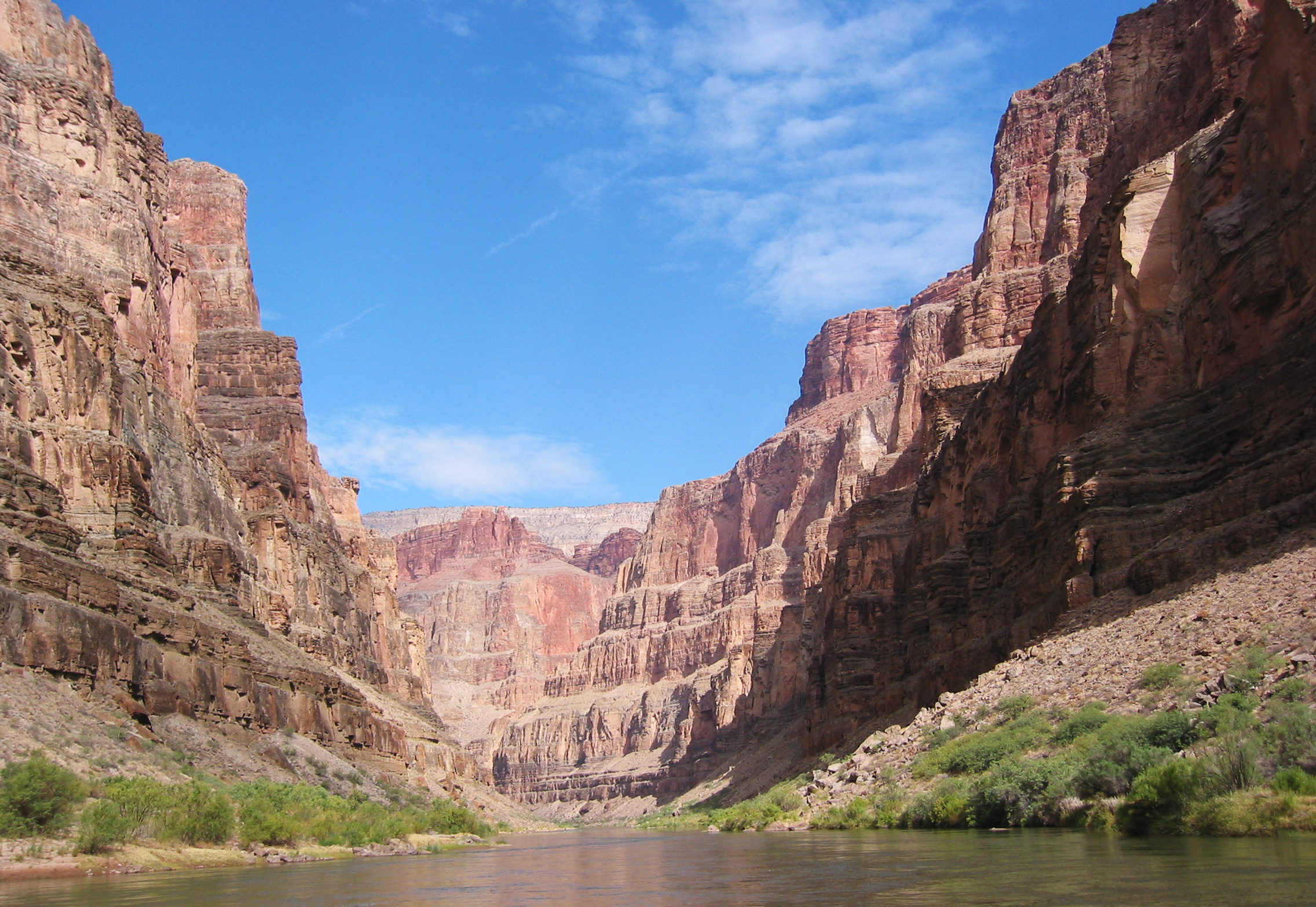
Vista dal basso del Colorado al 174º miglio nel Grand Canyon

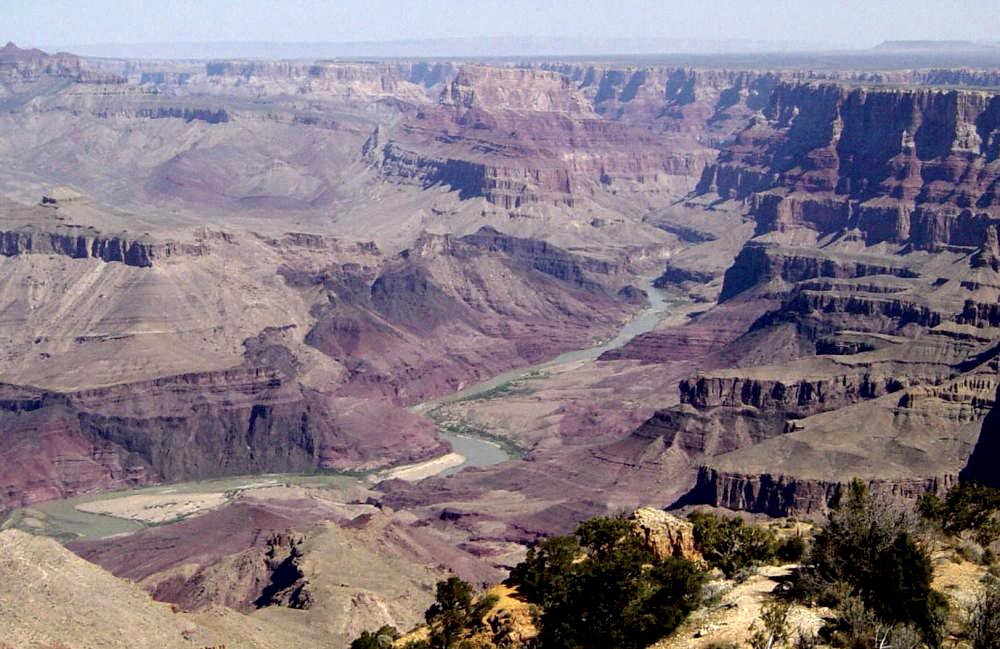
Il Colorado nel Grand Canyon visto dal deserto

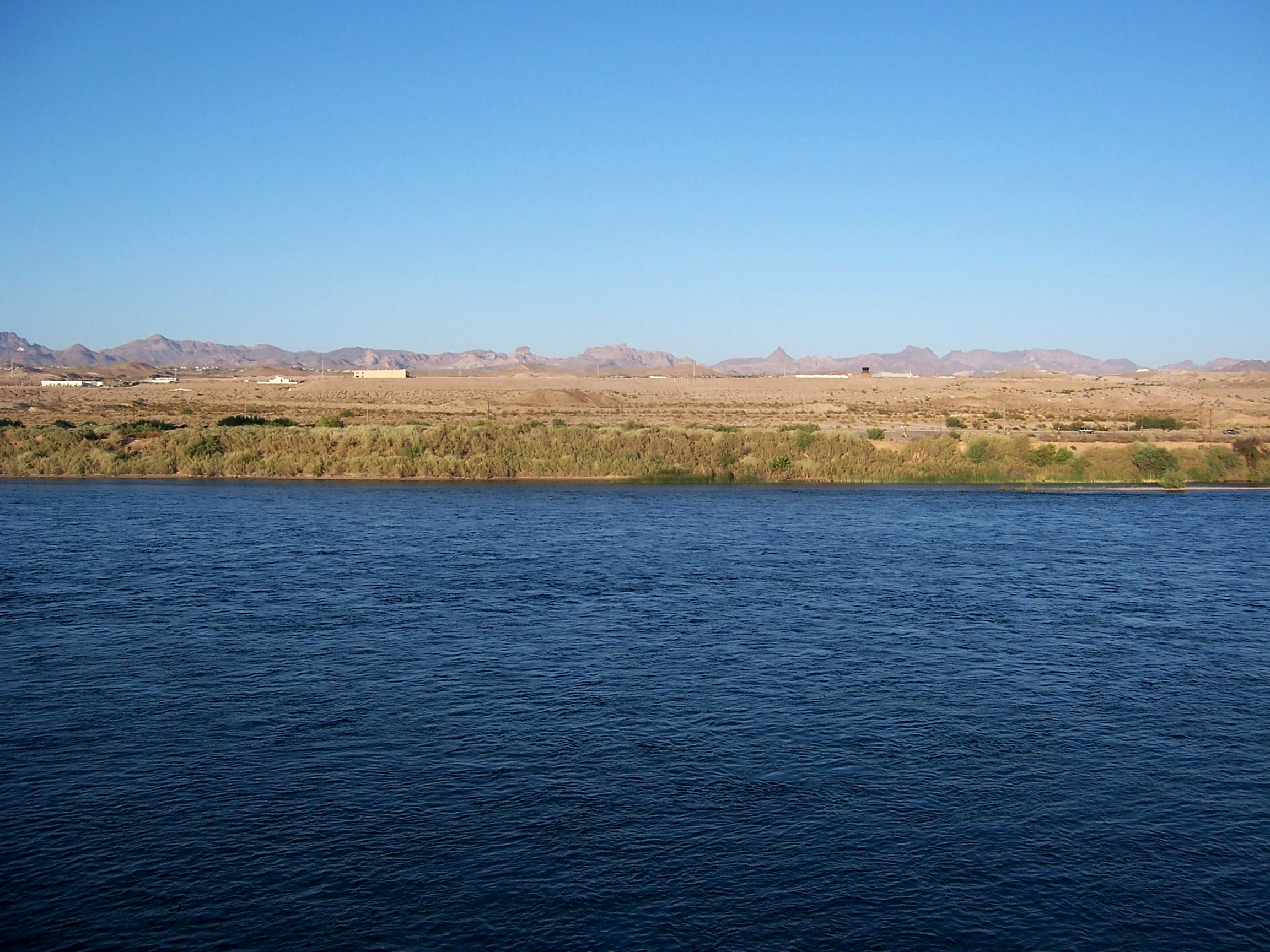
Il Colorado visto da Laughlin

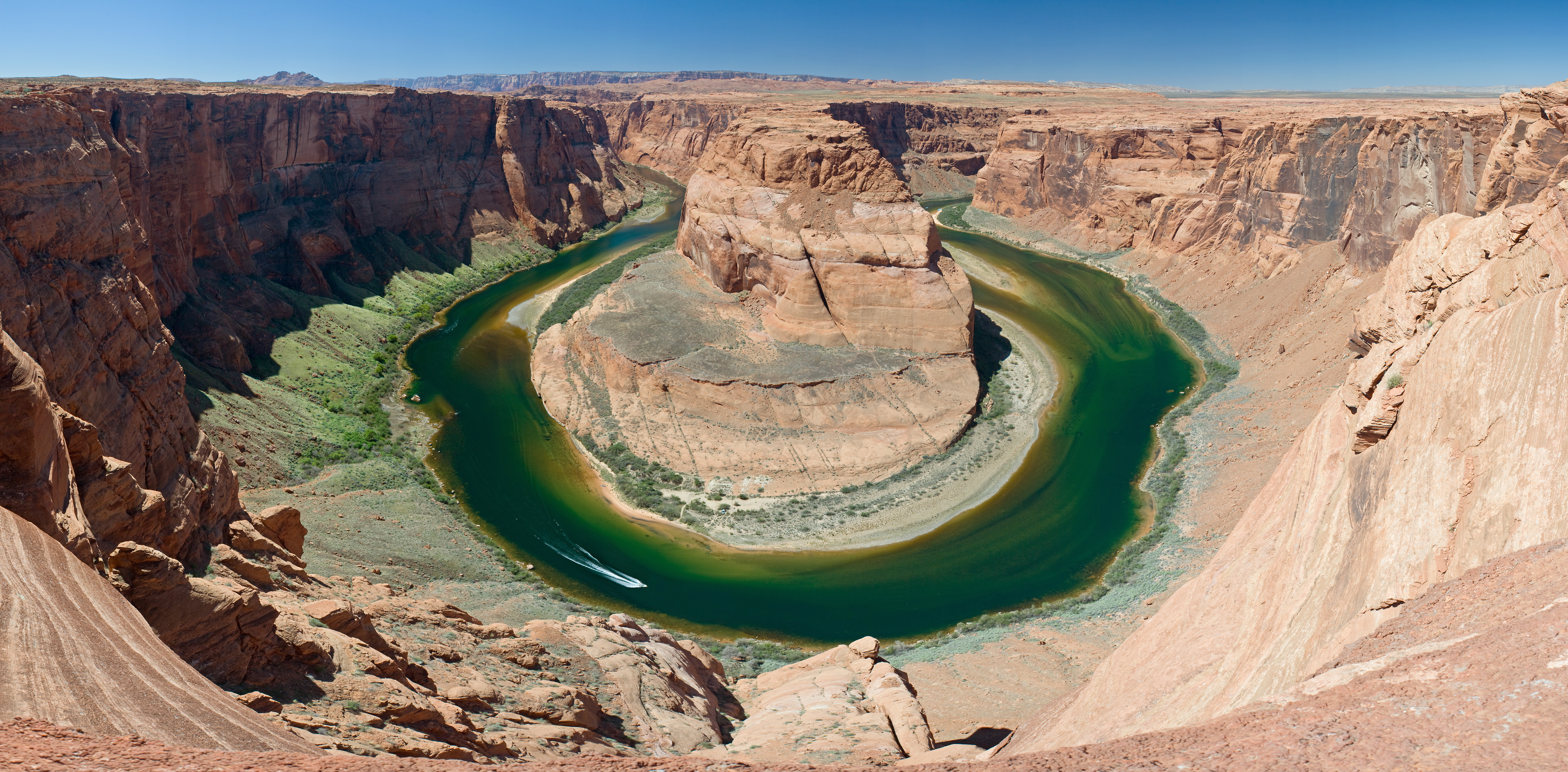
Horseshoe Bend è un'ansa a forma di ferro di cavallo situata vicino alla cittadina di Page, Arizona

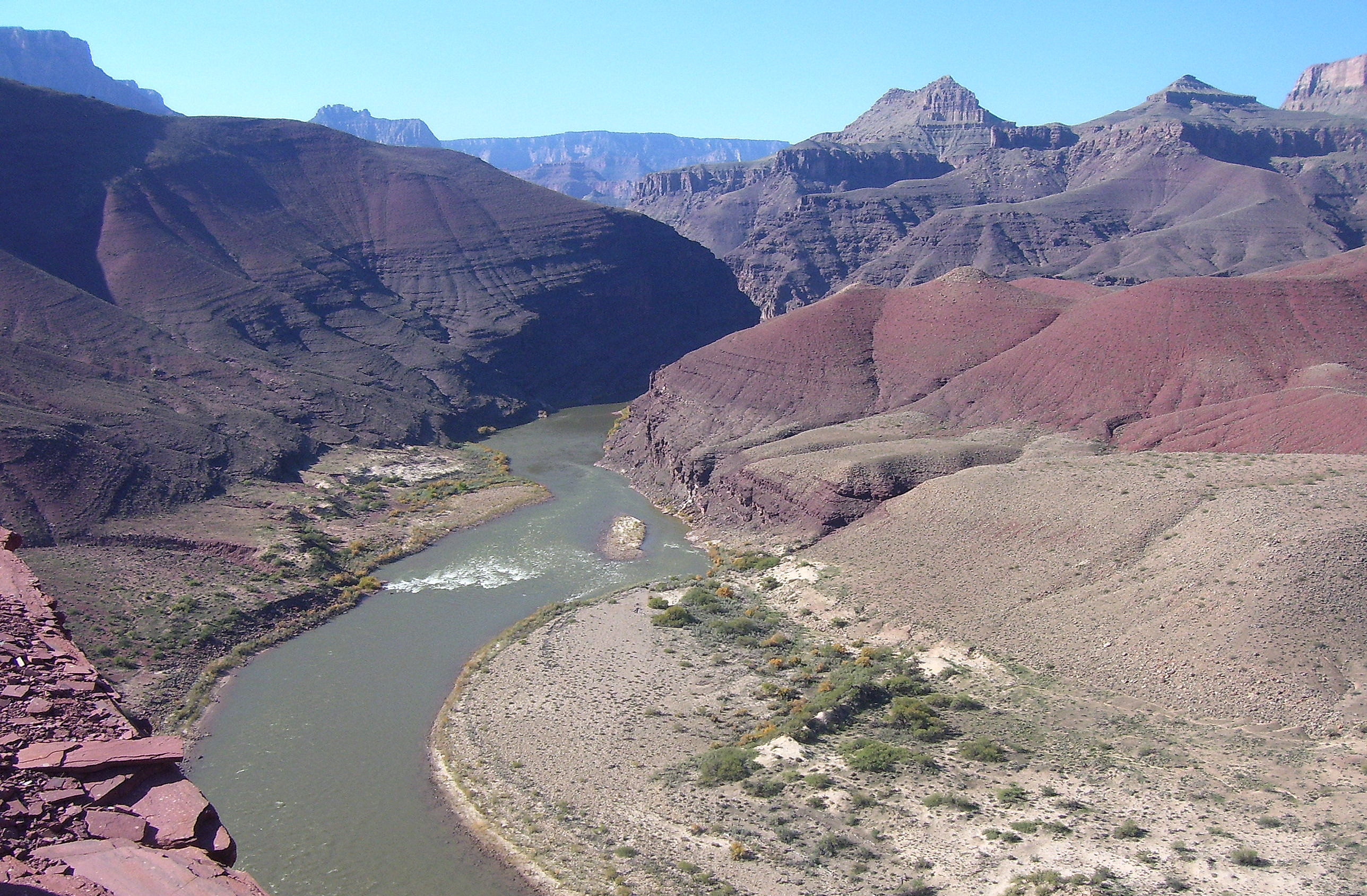
Un remoto tratto del Colorado visto dal Escalante Route nel Grand Canyon

Il Colorado (‘Aha Kwahwat in mojave) è un fiume che scorre nel sudovest degli Stati Uniti e nel nordovest del Messico. Lungo approssimativamente 2.330 km, attraversa una parte dell'arida regione sul versante ovest delle Montagne Rocciose. Il corso naturale del fiume sfocia nel golfo di California, ma il massiccio prelievo delle sue acque per l'irrigazione nella Imperial Valley, e per altri usi civili, ne ha prosciugato il basso corso (in Messico) al punto che in alcune annate il fiume non riesce a raggiungere il mare.
Il Colorado ha un bacino idrografico di 629.100 km². La sua portata totale va da 113 m³/s durante la siccità a 28.000 m³/s durante i periodi di massima piena. Oggigiorno, una portata di oltre 2000 m³/s è rara, a causa dell'effetto stabilizzatore recato dalla costruzione di grandi bacini per centrali idroelettriche nel basso corso. La portata media totale prima dello sbarramento era di 620 m³/s.

## Storia

### Grand River
Fino al 1921, la sezione del Colorado che va dalla sorgente, situata nel parco nazionale delle Montagne Rocciose, alla confluenza con il Green River (nello Utah) era conosciuta come Grand River (“Grande Fiume”). Questo nome non più in uso, come i seguenti: Grand Lake (Grand Valley), giunzione di Grand, contea di Grand (Colorado) e contea di Grand (Utah). Edward T. Taylor, rappresentante del Colorado nella Camera dei Rappresentanti, propose al comitato congressuale sul commercio interstato e estero (Congressional committee on Interstate and Foreign Commerce) di rinominare il Grande Fiume in Colorado. Il 25 luglio del 1921 il cambio di nome fu ufficializzato nella House Joint Resolution 460 del 66º Congresso, con l'obiezione dei rappresentanti del Wyoming e Utah e dell'istituto di ricerca geologica degli U.S. ( United States Geological Survey), il quale osservò che il bacino idrografico del Green River era più ampio del 70% di quello del Grand River, sebbene quest'ultimo trasportasse un volume leggermente maggiore di acqua alla sua confluenza con il Green River.

## Corso d'acqua

### Preistoria
L'opinione di molti geologi è che prima della formazione del golfo della California, circa 7-8 milioni di anni fa, il Colorado sfociasse da qualche parte lungo la costa della California. A causa delle attinenze delle conoidi sedimentarie sottomarine con i sedimenti trasportati dal fiume, gli scienziati ritengono che il massiccio canyon sottomarino di Monterey nella omonima baia sia ciò che rimane dell'antica foce di questo fiume. Il canyon, inoltre, si è spostato a nord dalla sua posizione originaria, che si trovava approssimativamente nel luogo in cui ora sorge la città di Santa Barbara, fino alla sua attuale collocazione a causa dell'azione della Faglia di Sant'Andrea.

### Corso odierno
Il Colorado nasce dal lago La Poudre Pass, situato a 3.101 metri nel Parco nazionale delle Montagne Rocciose, appena ad ovest dello spartiacque continentale delle Americhe. Scendendo dal Rocky Mountain National Park, il fiume scorre attraverso la Kawuneeche Valley per immettersi nel lago Grand, il più largo corso d'acqua naturale di questo fiume, prima di venire sbarrato per creare lo Shadow Mountain Reservoir. Quindi si immette nel lago Gramby (un altro serbatoio d'acqua). Qui l'autostrada U.S 40 procede grosso modo parallela al fiume sino alla città di Kremmling, quando il fiume entra nel Gore Canyon. Molti degli affluenti dell'alto corso del Colorado sono di piccole dimensioni, ad eccezione di alcuni fiumi come il Gunnison e il Roaring Fork, che hanno una grande portata d'acqua. Circa 160 km oltre, il Colorado incontra il fiume Eagle nella città di Dotsero dove la I-70 attraversa il Glenwood Canyon parallelamente al fiume. Il Colorado attraversa la città di Glenwood Springs per unirsi alle rapide del fiume Roaring Fork. A ovest di Glenwood Springs, attraversa la Grand Valley e si unisce al Gunnison nella Grand Junction.
Da lì scorre verso ovest fino al confine dello Utah per entrare nel Westwater canyon. Il Colorado qui varia da 60 a 370 metri di larghezza e da 2 a 9 metri di profondità con occasionali aree più profonde.
Il fiume svolta a sud ovest vicino a Fruita (Colorado) e si unisce con il Dolores non molto dopo essere entrato nello Utah. Segna parzialmente il confine sud del Parco nazionale degli Arches vicino Moab (Utah), passa dal Dead Horse Point State Park e attraverso il Canyonlands National Park dove incontra il suo affluente principale, il Green River. Da qui il Colorado si immette nel lago Powell, creato dalla diga di Glen Canyon. A valle della diga, le acque rilasciate dal fondo del lago sono chiare, pulite e fredde. Appena a sud della città di Page (Arizona), il fiume forma la drammatica Horseshoe Bend, quindi all'altezza di Lees Ferry si unisce un altro affluente, il caldo, poco profondo e fangoso fiume Paria, per iniziare il suo corso attraverso il Marble Canyon. Qui, il Colorado varia dai 53 ai 213 metri di larghezza e dai 3 ai 40 m di profondità.
Al margine meridionale del Marble canyon, il fiume si unisce con un altro affluente il Little Colorado, per svoltare bruscamente a ovest attraversando le pieghe e la linea di faglia dell' 
altopiano. Attraversa il Grand Canyon, che è lungo 349 km e largo da 6 a 30 km, le cui pareti sono alte da 1200 a 1800 metri, scaglionate in una successione di scarpate alte dai 150 ai 490 metri, laminate in splendidi colori man mano che si scende nella stretta gola dove è presente il fiume.
A sud della confluenza del fiume Virgin nel Nevada il Colorado svolta repentinamente verso sud. La diga di Hoover, costruita durante la Grande depressione, forma il lago Mead, un celebre sito di svago, che fornisce gran parte dell'acqua alla città di Las Vegas. Da qui il fiume scorre verso sud per formare il confine tra Arizona e Nevada e tra Arizona e California. Lungo quest'ultimo sono state create quattro dighe addizionali al fine di ottenere l'acqua per l'irrigazione dei campi e laghi per lo svago. Il lago Mohave, creato dalla diga Davis, si trova nella porzione meridionale dell'area di svago nazionale del lago Mead. Il lago Havasu, formato dalla diga Parker, provvede a fornire siti di svago come la casa di riposo New London Bridge. Le due rimanenti dighe forniscono acqua per le irrigazione e sono la diga di Palo Verde e diga di Imperial. Qui, il Colorado varia invece da una larghezza di 210 a 760 metri e dai 2 ai 30 metri di profondità.
Oltre il Black Canyon, la pendenza del fiume diminuisce gradualmente e il suo basso corso fluisce in una valle sedimentaria distinta da una pianta a estuario, a monte di Yuma (Arizona), dove si unisce con il Gila. Il canale che attraversa gran parte di questa regione è collocato in una specie di letto tra due argini in una zona alluvionale che viene inondata durante le piene.
Questi argini isolano dal fiume basse aree nella California meridionale conosciute come depressione di Salton, valle di Coachella o Imperial Valley. La Salton Sink è collocata al di sotto del livello del mare; pertanto il salto del fiume vicino Yuma è molto più grande di quello da quest'ultima al golfo.
Il basso corso del fiume, che segna il confine tra la Bassa California e Sonora, è praticamente un ruscello o un letto secco dovuto all'utilizzo del fiume per l'irrigazione della Imperial Valley. Prima della metà del 20-esimo secolo il delta del fiume creava un ricco estuario paludoso che si è ora prosciugato, ma ciò nonostante rimane un'importante risorsa ecologica.

### Clima riscaldato
Come rivela il consiglio della difesa delle risorse naturali (Natural Resources Defense Council) il bacino del Colorado, che si estende dal Wyoming al Messico, è il centro del più intenso cambiamento climatico degli Stati Uniti Occidentali. Dagli anni settanta l'aumento della temperatura ha contribuito a un più rapido scioglimento delle nevi che ha portato al riscaldamento di molte aree contigue al bacino idrografico del Colorado, negli Stati Uniti.
Come risultato, il volume di acqua nel bacino idrografico è diminuito. Gli anni dal 2000 al 2004 furono gli unici 5 anni consecutivi nella storia con una portata d'acqua sotto la media. Il lago Powell, uno dei più importanti bacini idroelettrici, è pieno solo al 45%.

## Sommario delle altitudini
Altitudine approssimativa sopra il livello del mare in diversi punti-chiave:
| Metri | Sito                                        |
| 2750  | Sorgente (Montagne Rocciose)                |
| 1850  | Metà strada dal confine tra Colorado e Utah |
| 1300  | Confine tra Colorado e Utah                 |
| 1170  | Metà strada dal confine tra Utah e Arizona  |
| 1130  | Confine tra Utah e Arizona (Wahweap Bay)    |
| 900   | Metà strada dal Grand Canyon (Rider Point)  |
| 850   | Grand Canyon margine nord                   |
| 760   | Grand Canyon margine sud                    |
| 365   | Lago Mead (sopra la diga Hoover)            |
| 183   | Sotto la diga Hoover                        |
| 150   | Confine tra California Arizona e Nevada     |
| 30    | Confine tra California, Arizona e Messico   |

Da notare come la significativa differenza presente tra l'altezza dei margini del Grand Canyon (2440 m) e quella di ingresso/uscita del fiume fornisca una prova alla teoria geologica che il sollevamento di quell'area deve essere iniziato, circa, quando il fiume ha iniziato a scorrerci ed eroderlo. Il tempo stimato per questo processo di erosione/innalzamento varia in un intervallo dai 5 ai 70 milioni di anni fa.

## Ingegneria
Nell'autunno del 1904 le acque del fiume fluirono in un canale diversivo poche miglia a sud di Yuma (Arizona), creando i fiumi New e Alamo. I fiumi crearono in California un grande lago in un'area che comunque veniva frequentemente inondata prima di allora, per esempio, nel 1884 e nel 1891; il Colorado in quel punto aveva praticamente abbandonato la sua forma di fiume attraverso il territorio messicano fino al mare di Cortez. Per quanto fosse stato sbarrato, il fiume ritornò al suo normale corso nella prima parte del 1907, nonostante ci fosse ancora una deviazione nel Salton Sea; nel luglio dello stesso anno fu costruita una diga permanente. Dal Black Canyon verso il mare il Colorado attraversa una zona prevalentemente desertica.
Il Colorado è una delle maggiori sorgenti di acqua per l'irrigazione, l'acqua potabile, e altri usi per le persone che vivono nell'arido sud-ovest americano. L'assegnazione dell'acqua del fiume è regolamentata dalla Colorado River Compact. A questo scopo diverse dighe sono state costruite lungo il corso, la prima fu la diga di Glen Canyon, vicino al confine tra Utah e Arizona. Le altre dighe sono la Hoover, la Parker, la Davis e le dighe di Palo Verde e di Imperial.
La diga Hoover (originariamente chiamata diga Boulder, la prima diga del suo tipo) fu completata nel 1936. Situata nel deserto del Mojave, crea il lago Mead, che fornisce acqua per l'irrigazione e la produzione di energia idroelettrica.
Dal completamento delle dighe, la maggioranza dei fiumi sono stati deviati per il rifornimento di acqua da sfruttarsi per l'agricoltura e utilizzo urbano. Le ultime gocce del Colorado evaporano nel deserto di Sonora, molte miglia prima che il fiume raggiunga il Golfo della California. Quasi il 90% di tutta l'acqua deviata dal fiume viene usata allo scopo di irrigazione. L'All-American Canal è il più grande canale per l'irrigazione nel mondo e trasporta un volume d'acqua dai 420 agli 850 m³/s, superiore al fiume Hudson a New York. Le acque del canale sono usate per irrigare l'inaridita ma fertile Imperial Valley, dove possono passare degli anni tra una precipitazione e l'altra. Per valutare la gestione del flusso del fiume e la qualità del acqua vengono usati dei modelli di trasporto idrologico (Hydrology transport models).
Diverse città come Los Angeles, Las Vegas, San Bernardino, San Diego, Phoenix e Tucson allacciano i loro acquedotti lungo il corso del Colorado. Uno dei vari acquedotti è il canale Central Arizona Project (“CAP”), che fu iniziato negli anni settanta e terminato nei novanta. Il canale inizia dalla diga Parker e corre fino a Phoenix e da lì a Tucson per soddisfare il bisogno di acqua dei loro abitanti.
Il basso Colorado è navigabile con imbarcazioni di medie dimensioni. Il basso corso dalla diga Davis a Yuma è navigabile con chiatte e navi a pescaggio limitato, ma la navigazione commerciale sul fiume non è in genere di rilievo per la mancanza di un collegamento al mare, rendendo nella regione altri metodi di trasporto più efficienti. Prima degli utilizzi recenti del fiume, e della costruzione della ferrovia, il basso Colorado, dal mare a Laughlin (Nevada) era un'importante via di comunicazione per mezzo di grandi navi a vapore. Attualmente gran parte del residuo fiume, escluse le rapide nel canyon, è navigabile con imbarcazioni medio-piccole.

### Residui di uranio vicino a Moab
L'Atlas Corporation sfruttava una miniera di uranio nelle vicinanze di Moab (Utah), ad appena 3 miglia di distanza. Come residuo dell'attività mineraria, è stato prodotto un cumulo di una decina di milioni di tonnellate di materiale di scarto radioattivo. Il cumulo è collocato a circa 200-300 metri dal Colorado. Attraverso indagini si è scoperto che la falda nella prossimità del materiale è stata contaminata. Il senato ha concesso al dipartimento dell'energia (United States Department of Energy) un budget di 22,8 milioni di dollari nel 2007 per avviare il progetto che prevede lo spostamento del cumulo, di 15-20 miglia a nord del fiume. Si stima il completamento del progetto per il 2017.

## Forme di vita

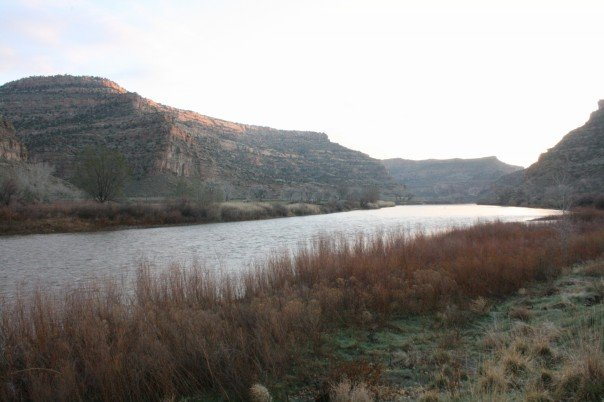
Il fiume Colorado nel James M. Robb Colorado River State Park all'alba

Il bacino del Colorado è la casa di quattordici specie native di pesci. Quattro sono endemiche e a rischio di estinzione. Il programma di recupero pesci a rischio di estinzione del Colorado superiore (Upper Colorado River Endangered Fish Recovery Program), è un controverso sforzo del US Fish and Wildlife Service, in collaborazione con l'Arizona Game and Fish Department, il Colorado Division of Wildlife e lo Utah Departement of Wildlife di recuperare queste specie a rischio. Presente la Lontra canadensis. Reintrodotto il Castor canadensis

### Specie di pesci
- trota arcobaleno
- persico trota
- persico sole
- pesce gatto
- carpa[6]